# Château de Pfalzgrafenstein

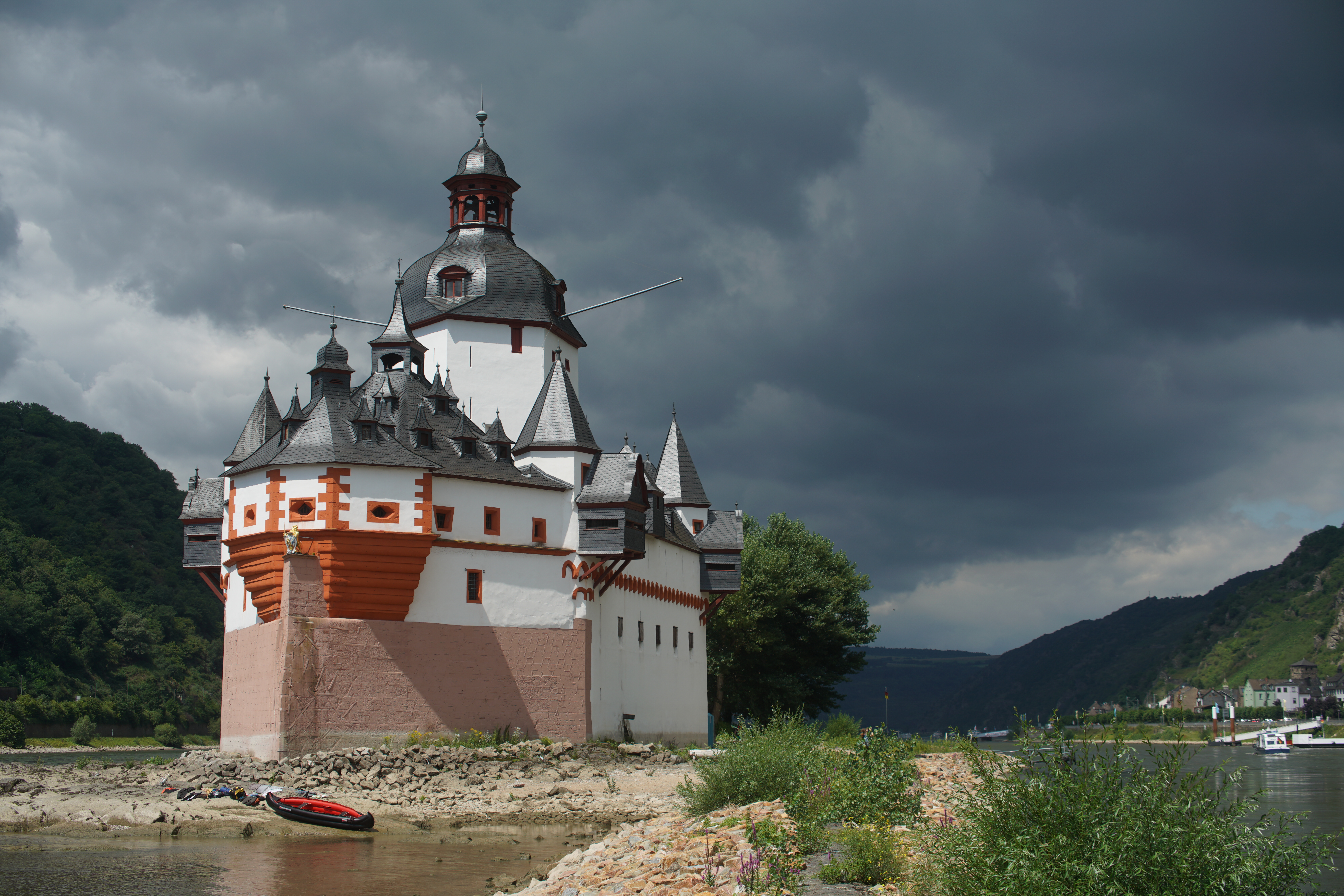
Autre vue du château.

Le château de Pfalzgrafenstein est un château (connu aussi sous le nom de Pfalz) sur l'île de Falkenau, sur le Rhin près de Kaub, en Allemagne. Il est célèbre pour son cadre pittoresque et unique.

## Historique
Son donjon, en forme de tour pentagonale, a été érigé de 1326 à 1327 par le duc Louis III de Bavière (Louis IV du Saint-Empire). Autour de la tour, un mur de défense hexagonale a été construit entre 1338 à 1340. En 1477, Pfalzgrafenstein a été utilisé en tant que dépôt pour le comte de Katzenelnbogen. Plus tard, des parties ont été rajoutées en 1607 et 1755, composées de tourelles d'angle, le bastion des armes à feu pointant vers l'amont, et la tour caractéristique baroque selon les plans de Franz Wilhelm Rabaliatti.
Le château avait la fonction de poste de péage, car il était utilisé de concert avec le château Gutenfels et la ville fortifiée de Kaub, sur la rive droite du fleuve. Une chaîne à travers le fleuve contraignait les navires à se présenter, et les commerçants récalcitrants pouvaient être emprisonnés dans le cachot, jusqu'à ce qu'une rançon soit versée.
Contrairement à la grande majorité des châteaux du Rhin, il n'a jamais été conquis ou détruit. Il a non seulement résisté aux guerres, mais aussi aux assauts de la glace et aux inondations. Ses quartiers abritaient une vingtaine d'hommes.
L'île du château a été utilisée pour la traversée du Rhin par 60 000 soldats des troupes prussiennes de Blücher à l'hiver 1814, à la poursuite des troupes de Napoléon.
Le château a été acquis par la Prusse en 1866. Il a continué à être utilisé comme station de signalisation pour la circulation des bateaux fluviaux pendant environ un siècle. En 1946, le château est devenu la propriété du land de Rhénanie-Palatinat.
Le château est devenu un musée et a été restauré dans les couleurs de la période baroque. Le musée reflète les conditions de vie du XIVe siècle, le visiteur n'y trouve pas le confort moderne comme l'électricité ou les toilettes. Il est accessible au public via un service de traversier à proximité de Kaub, tant que les conditions fluviales le permettent.
Il est intégré dans la Vallée du Haut-Rhin moyen, site du patrimoine mondial.